# 林铎 (烈士)
林铎（1904年—1927年9月24日），革命烈士，福建上杭人。
他出身贫寒，中学毕业后进入黄埔陆军军官学校，为第四期学员。林铎于1925年加入中国共产党，北伐战争期间被委派至宁波-上海一线工作。四·一二事件后，林铎被调为南昌起义部队补充团的团长，并兼任党代表。会昌战斗后，起义部队返回瑞金，计划由福建西部取水路汀江攻打福建南部。1927年9月起义部队占领汕头，林铎团部奉命防守三河坝，但遭到国军袭击，在战斗中林铎阵亡，后被追列为革命烈士。